# 232 f.Kr.
| 232 f.Kr.          |
| ------------------ |
| Dødsfald - Fødsler |
|                    |

## Dødsfald
- Ashoka, Maurya-rigets hersker.